# Valentin Franke
Valentin Alfredovich Franke (16 de febrero de 1926-31 de enero de 2025) fue un físico teórico y académico soviético y ruso. Se desempeñó como profesor de altas energías y partículas elementales en el departamento de física de la Universidad Estatal de San Petersburgo.

## Biografía
Se graduó en el Instituto Politécnico de Kiev en 1949. Después de eso fue transferido a una planta de energía en el óblast de Amur, en el Extremo Oriente ruso. En 1954 se graduó como técnico externo en la Universidad Estatal de Leningrado y luego trabajó en el Instituto de Protección del Trabajo de Leningrado.
En 1962, se unió a la facultad de física de la Universidad Estatal de San Petersburgo. Obtuvo su doctorado bajo la supervisión de Yury Novozhilov en 1965 y fue habilitado en 1984; desde entonces se desempeñó como profesor de altas energías y partículas elementales en el departamento de física hasta su jubilación en 2020.

### Investigación
Trabajó en los campos de la física de partículas elementales, la mecánica cuántica y la teoría de la gravitación. Escribió más de 70 artículos sobre estos temas.
En 1976, obtuvo la forma general de la reconocida ecuación maestra para la evolución de la matriz de densidad. Esta ecuación fue derivada independientemente y simultáneamente por V. A. Franke, G. Lindblad y V. Gorini, A. Kossakowski y E. C. G. Sudarshan. La ecuación FGKLS (Franke-Gorini-Kossakowski-Lindblad-Sudarshan) juega un papel importante en la descripción de los sistemas cuánticos abiertos y la teoría de la medición cuántica. El mismo consideró esta ecuación como una generalización natural de la mecánica cuántica estándar, cuya validez debe demostrarse experimentalmente.
Desde 1981, junto a sus colegas trabajó en la cuantificación del frente de luz de la teoría de Yang-Mills. Este enfoque resulta útil en la descripción no perturbativa de la cromodinámica cuántica.
Después de la muerte de su viejo amigo y colega, Yuri Yappa, completó y editó su monografía inacabada sobre la teoría del espinor.

### Fallecimiento
Falleció el 31 de enero de 2025, a la edad de 98 años.